# St. Jakobus (Schutterwald)
Die katholische, dem heiligen Jakobus geweihte Pfarrkirche Sankt Jakobus steht an der Ecke Hauptstraße und Kirchstraße in Schutterwald. Sie ist das Ende der 6. und der Ausgangspunkt der 7. Etappe des Kinzigtäler Jakobuswegs, der nach Kehl führt. Seit der Dekanatsreform am 1. Januar 2008 gehört die St. Jakobus-Kirche zum Dekanat Offenburg-Kinzigtal und gehört zudem zur Seelsorgeeinheit Schutterwald-Hohberg-Neuried.

## Geschichte
Seit 1361 befand sich bereits an gleicher Stelle eine Kirche. Auch der Nachfolgebau wurde abgerissen. Am 7. September 1784 war die Grundsteinlegung für die heutige Kirche des Dorfes mit etwa 800 Einwohnern. 1787 wurde das Kirchenschiff eingeweiht. Der Entwurf stammte von einem Architekten, der aus Vorarlberg kam, und mit seiner Familie einige Jahre in Schutterwald gelebt und noch weitere Kirchen in der Region gebaut hatte. Die Kanzel ist die einzige heute erhaltene Inneneinrichtung von 1787. Die Fertigstellung der Kirche verzögerte sich durch Querelen unter den Bürgern. Die Gemeinde, die das Kirchenpatronat ausübte, musste den Kirchturm und den Chor finanzieren. Den Hochaltar konnte der Offenburger Bildhauer Franz Josef Simmler daher erst 1890 errichten. Die Seitenaltäre wurden nicht vervollständigt.

## Beschreibung
Die Blütezeit des Barock war bereits vorüber. Die Kirche gilt als wichtiges Übergangsglied vom Baustil des späten Barock zur folgenden klassizistischen Periode. Im Innenraum finden sich vielfältige Ornamente im Zopfstil, z. B. Girlanden aus Stuck, die heute vergoldet sind.

### Bauwerk
Der weithin sichtbare Kirchturm besteht aus drei Geschossen über quadratischem Grundriss. Im obersten, leicht eingezogenen Geschoss befinden sich auf allen Seiten Klangarkaden, darüber sind die Ziffernblätter der Turmuhr angebracht. Dahinter liegt die Glockenstube. Oberhalb eines abschließenden Gesimses erhebt sich eine Haube, die eine Laterne trägt.
Das Kirchenschiff der Saalkirche hat einen rechteckigen Grundriss. Seine fünf Fensterachsen sind mit einem Satteldach bedeckt, das an der Seite des Chores abgewalmt ist. Der tiefe eingezogene, polygonal abgeschlossene Chor trägt ebenfalls ein Satteldach, durch den gemeinsamen Dachfirst und die gleich hohe Dachtraufe ist dieses jedoch steiler als das des Langhauses.
Den Innenraum des Langhauses überspannt ein abgeflachtes Tonnengewölbe, in das die Stichkappen der Joche ragen. Zwischen den Bogenfenstern sind Pilaster angeordnet, zum Teil paarweise. Der Chor ist mit einer abgeflachten Apsiskalotte bedeckt, ebenfalls mit Stichkappen versehen. Hugo Huber aus Durbach schuf 1892 im Stil des Spätbarock fünf Deckengemälde.

### Ausstattung
Der Hochaltar hat als zentrales Motiv die Dreifaltigkeit. Vor dem Gemälde des historischen Schutterwald mit der Kirche im Vorder- und den Bergen des Schwarzwaldes im Hintergrund wird der Gnadenstuhl als Plastik dargestellt. An der linken Seite des Altars steht eine Statue des Landelin von Ettenheimmünster, an der rechten eine des Sebastian. An der Predella des Altars befinden sich drei Darstellungen aus dem Alten Testament. Der Altar wurde 2005 in Weiß und Gold gefasst.
Im Zweiten Weltkrieg gelobten die Bürger von Schutterwald einen Altar zu stiften, wenn das Dorf vom Krieg verschont bliebe. Der alte Seitenaltar wurde 1948 abgebrochen und 1950 der neue Altar aufgestellt, den Emil Sutor aus dunkelgrünem Marmor schuf. Er enthält ein Marienbildnis, gemalt von Paul Hirt aus Villingen. Maria mit dem Jesuskind thront über dem vom Krieg verschonten Schutterwald.
Die hölzerne, marmorierte Kanzel mit dem integrierten Schalldeckel zeigt sich entgegen der üppigen Prachtentfaltung des deutschen im strengen und ruhigen französischen Barock. Die Kanzel wurde 1973 restauriert und der Schalldeckel von Manfred Stiller aus Stuttgart mit einem Engel ergänzt, der die Gesetzestafeln hält.
Die Statuen des Konrad von Parzham und des Josef von Nazaret wurden um 1925 vom Offenburger Bildhauer Heinz Kramer aus Holz geschnitzt. Sie waren bis 2005 in Naturfarben gehalten und wurden dann in Weiß und Gold gefasst.
Die Stationen des Kreuzwegs schnitzte 1973 Wolfgang Kleiser aus Hammereisenbach. Im Zuge der Renovierung 2005 wurden sie den Farben des Hochaltars angepasst.
Die Pietà wurde 1982 von Josef Anton Leismüller aus Garmisch-Partenkirchen aus Lindenholz geschnitzt. Bis zum Jahre 2000 stand sie auf der rechten Seite der Kirche als Seitenaltar, im Zuge der Renovierung wurde sie in den Andachtsraum unter der Empore aufgestellt. Vor der Pietà steht ein großer, von Meinrad Wehrle aus Emmendingen geschmiedeter Kerzenständer aus zwei Elementen der alten Kommunionbank.
Für die Neugestaltung des Chorraums mit Zelebrationsaltar, Ambo und Chorgestühl wurde Wolfgang Eckert beauftragt. Ferner schuf er 2011 in Steinguss eine zeitgemäße Darstellung des heiligen Jakobus, der von Pilgern umgeben ist. Der Zelebrationsaltar von 2009 besteht komplett aus Metall, sein Gestell ist aus Aluminium, auf ihm ruht die Mensa aus Messing.
Früher war der Fußboden des ganzen Chores mit Keramikfliesen aus Majolika belegt. Heute ist nur noch der Bereich vom Hochaltar bis um den Zelebrationsaltar vorhanden, der durch einen schwarzen Abschlussstreifen wie ein Teppich wirkt.
Die heutige Orgel mit 35 Registern und 2.551 Pfeifen wurde 1964 von Johannes Klais Orgelbau gebaut. Sie hat drei Manuale, eine mechanische Traktur, außerdem Spielhilfen wie Koppeln, ferner ein Schwellwerk und einen Tremulant in freier Kombination. Der Prospekt wurde von der Firma Oskar Herrmann aus Schutterwald erstellt. Die 1905 von Xaver Mönch gebaute Orgel war mit zwei Manualen, 24 Registern und pneumatischer Steuerung etwas kleiner als die heutige. Sie wurde 1963 an Franz Winterhalter, den Vater von Claudius Winterhalter verkauft.

#### Organisten und Chorleiter
- 1865 Hauptlehrer Ullrich
- 1882 Hauptlehrer Schnarrenberger
- 1889 Hauptlehrer Fischer
- 1903 Hauptlehrer Franz Eckstein
- 1918 Hauptlehrer Langenecker
- 1922 Hauptlehrer Paul Schott
- 1936 Schwester Hedwigis (Erlenbad) Mithilfe der Brüder Braunstein
- 1945 Rektor Albert Braunstein Katechetin Anneliese Seigel
- 1960 Studienrat Bernhard Klär
- 1962 Rektor Joseph Junker
- 1969 Horst Heitz

Organisten heute:
- Stefan Meier
- Peter Panizzi
- Andreas Panizzi
- Josef Bürkle
- Felix Fischer